# Pinnow (Brandeburgo)
Pinnow è un comune di 885 abitanti del Brandeburgo, in Germania.

## Amministrazione
Fino al 2022 il comune di Pinnow era amministrato dalla comunità dell'Oder-Welse; in seguito allo scioglimento di questa viene amministrato dalla città di Schwedt/Oder.